# La Piedrilla, Martínez de la Torre
La Piedrilla är en ort i Mexiko.   Den ligger i kommunen Martínez de la Torre och delstaten Veracruz, i den sydöstra delen av landet, 230 km öster om huvudstaden Mexico City. La Piedrilla ligger 42 meter över havet och antalet invånare är 659.
Terrängen runt La Piedrilla är huvudsakligen platt, men åt sydost är den kuperad. La Piedrilla ligger nere i en dal. Runt La Piedrilla är det ganska tätbefolkat, med 222 invånare per kvadratkilometer. Närmaste större samhälle är Martínez de la Torre, 6,0 km sydväst om La Piedrilla. Omgivningarna runt La Piedrilla är en mosaik av jordbruksmark och naturlig växtlighet.